# 錒-225
锕-225（225Ac）是一种锕的同位素，半衰期为10天，会α衰变成221Fr。它是镎衰变链（从237Np开始的衰变链）的一员。除了自然界镎衰变链产生的痕量225Ac以外，剩下的225Ac都是人造的。
225Ac的性质使其可用于α粒子标靶治疗（TAT），且临床试验已证明225Ac可以治疗各种癌症。不过，225Ac因必需用回旋加速器合成而稀有，限制其潜在的应用。

## 衰变和存在

^{225}Ac是镎衰变链的一员

225Ac的半衰期为10天，会α衰变。作为镎衰变链的一员，225Ac在自然界中只能通过237Np的衰变产生，而237Np又只能由232Th和238U的中子捕获产生。它远比235U产生的227Ac和232Th产生的228Ac稀有。它相对于232Th的丰度估计低于1.1×10−19，相对于230Th的丰度估计为9.9×10−16。

## 发现
225Ac于1947年通过233U的合成和衰变发现。F. Hagemann带领的一组来自阿贡国家实验室的物理学家首先报告225Ac的发现，并确认它的半衰期为10天。由A. C. English带领的另一个加拿大研究小组也独立发现了这条衰变链。他们的论文被发表到《物理评论》的同一篇期刊上。

## 生产
因为自然界中的225Ac极少，所以必需人工合成。大部分225Ac都源自229Th的α衰变，但由于229Th的半衰期长达7340年，所以生产速度很慢。225Ac也可通过用质子轰击226Ra产生。此方法的潜力于2005年得到证实，但226Ra的生产和处理分别因分离的成本和衰变产物（如222Rn）的危害而变得困难。
此外，225Ac也能由232Th和高能质子的核破碎反应产生。目前的技术可以生产几毫居里的225Ac，但它们需要和其它产物分离。这可通过先让短寿命核素衰变，然后在热室用化学方法分离锕的同位素，浓缩225Ac。分离过程中必需特别注意避免长寿命、会β衰变的227Ac的污染。
225Ac几十年来大多由橡树岭国家实验室生产，进一步减少其供应量。洛斯阿拉莫斯国家实验室和布鲁克黑文国家实验室目前使用232Th生产更多的225Ac，而TRIUMF和粉笔河实验室围绕225Ac商业化生产建立战略合伙关系。
225Ac的低供应量限制了其在研究和癌症治疗的应用。目前每年225Ac的供应量据估计只能用于约1000次癌症治疗。

## 用处
α粒子的射程短（几个细胞的直径）、能量高，可以高效杀死癌细胞，因此225Ac等α粒子源在癌症治疗中受到青睐。225Ac十天的半衰期使它有时间治疗癌症，且在治疗几个月后就没有残留。此外，225Ac因为较长的半衰期，半数致死量比同为α粒子标靶治疗药物的213Bi大几个数量级。225Ac衰变到209Bi会放出四个高能α粒子，大大增强其功效。
多项临床试验证明了225Ac可以有效用于α粒子标靶治疗。225Ac的配合物（如：标有225Ac的抗体）已尝试用于治疗各种癌症，包括白血病、前列腺癌和乳癌。在对18名急性骨髓性白血病患者使用试验用225Ac药物后，他们的病情都有显著改善，而自身不被伤害。目前也在进一步临床试验其它药物。